# 救難小英雄24
《救難小英雄24》（日语：タイムボカン24）為2016年10月1日起由日本讀賣電視台播出的電視動畫作品。同時為龍之子55週年紀念作品。《時間飛船》續作。後於2017年10月起播放第2期《救難小英雄 逆襲的三惡人》。

## 故事
- 第1期

居住在現代東京的中學二年級生「時夫」。就在某日，他被 24 世紀的時空管理局任命為隊員，並從中得知個驚人事實!
事實上，教科書上所寫的歷史其實都是騙人的，而教科上沒有寫的真正歷史簡稱為「真歷史」依然沉睡著!
因此，他與搭檔可蓮，為了揭開隱藏在「教科書所寫的歷史」背後的「真歷史」，前往各個歷史所在的時空進行冒險。
- 第2期

勤務於24世紀的教科書出版社“歷史天國社”的畢瑪喬、茲夫亞基、鈴木三人其實是阻礙時空管理局（JKK）進行歷史調查的壞蛋組織“惡黨”。
在與時夫和可蓮等JKK隊員的歷史攻防戰結束後經歷說長也不長說短也不短的停職休假（事實上是無薪假）而毫無收入的惡黨，在某日接到上司首領所下達的新指令！那就是....『將歷史偉人們所持有的寶玉“帝納鑽石”蒐集起來！』
另外，在上司的無理要求下的悲慘社員。遵照指令前往各時代的惡黨。以目標的偉人們為對手下想盡各種策略奪取其擁有的帝納鑽石。
壞蛋三人組的超時空逆襲任務現在再次開始!!

## 登場人物

### 時空管理局（JKK）
時夫（Tokio）
聲：若山晃久；（台）鈕凱暘；（港）陳漢祺
本作的男主角，中學2年級學生的14歲少年（2016年）。因為其特殊體質而造成他毫無時間觀念（例如說經常上學遲到，要嗎跟人約會都會忘記時間），簡而言之就是個標準的遲到狂魔。
可蓮（Calen）
聲：鬼頭明里；（台）穆宣名；（港）石梓晴
本作的女主角，出生於未知時代的17歲少女，時夫的搭檔及「JKK」的前輩。有在各時代中COSPLAY的興趣。進入JKK的原因是在找尋某個人（因任務失蹤的男友），並隨時帶著那個人的照片。
皮可波（Picobo）
聲：愛河里花子
「時驅機械」的總括及管理「輔助機器人」，背上所裝備的「道具箱」內放置所有時驅機械的相關道具及鑰匙。口頭禪為「皮可皮可（ピコピコー）」。
第2期得知為了讓自己變超帥的機器人而去亞洲接受相關改造。
佩拉利諾（Peralino）
聲：前田剛；（台）宋昱璁；（港）張振熙
可憐的寵物，一隻老愛說話的鸚鵡。簡稱為「小佩拉（ペラちゃん）」，通常講話結尾為「~的佩拉（〜だペラ）」。與可愛的外貌相反經常以極度自戀的男性口調講話。
第2期得知前往南美洲森林去尋找結婚對象。
司令官
聲：綿貫龍之介
JKK的司令官，本來姓名目前不明。經常所要講的台詞都被佩拉利諾或可憐搶先講完。
第2期得知司令官身份遭到解職並被調至碎紙機部門（似乎為冷門單位）去。
出來内
聲：菅原慎介
JKK的隊員。有著將撲克牌或骨牌疊成金字塔的興趣，但每次因時驅機械的出動導致失敗。
出佐内
聲：杉崎亮
JKK的隊員，也是時驅機械的工程師，擁有與出來内相反的壯碩體型。
美麗
聲：皆口裕子
第2期登場，配屬JKK的新任女司令官，同時也是畢瑪喬（美子）的親姐姐。
0-3
聲：津田健次郎
第2期登場，時驅小隊的新任機器人，全名為「OTNP55 etc. etc. etc. Deluxe 3（OTNP55エトセトラエトセトラエトセトラデラックス3）」，擁有極優秀的電子腦但性格卻像中年大叔般，但只要看到美少女就會變得很紳士。
另外其腹部裝有帝納鑽石探測器，屁股、液下內等部位皆藏有召喚時驅機械的按鈕。

### 惡黨
本作中的壞蛋三人組（三悪トリオ），平常的掩飾身分為世界最大的教科書出版社「歷史天國社」第14倉庫課的成員。
ps:致敬「小雙俠」畢瑪喬=多龍芝、茲夫亞基=柏亞基、鈴木=東茲拉、首領=骷髏兵衛
畢瑪喬（Bimajo）
聲：喜多村英梨；（港）陳雪瑩
「三惡」中的「女性領導者」，職階為課長，實際年齡為28歲。本名是美子，是美麗的妹妹。另外在遭到打敗時會獨自幻想來逃避現實。
轉換成日文漢字為「微魔蛙女」。
茲夫亞基（Tsubuyakky）
聲：平田廣明；（港）伍博民
「三惡」中的「機械製造者」，職階為老鳥職員。有著在微博上自言自語般碎碎念的嗜好。本身同時也是名職業級的漫畫家。
轉換成日文漢字為「呟鬼」。
鈴木（Suzukky）
聲：三宅健太; （港）何偉誠
「三惡」中的「怪力男」，因為是個半吊子菜鳥，所以不同於其他兩人擁有專屬惡黨名字，他只能暫用「鈴木」作為名字。
轉換成日文漢字仍是「鈴木」。
首領（Oyadarma）
聲：堀裕人
「三惡」的上司，真面目未知，通常都以骷髏頭標誌的馬賽克圖案遮住臉，在惡黨任務失敗之時懲罰她們。

### 其他人物
時驅解說
聲：千葉繁；港：甄思羽
如同於以往系列的解說。本作以時驅解說（時驅機械+旁白解說的簡稱）稱呼。

### 真歷史的人物

#### 第1期
第1話
克里夫及佩托拉
聲：高木涉（克里夫）、渡邊久美子（佩托拉）；（港）郭湛深（克里夫）、馮詠恩（佩托拉）
來自真歷史的一對相聲夫妻組合。
兩人有著一對兒女（聲：芹亞希子（哥哥）、田中愛美（妹妹））。
第2話
萊特
聲：福松進紗；（港）郭湛深
來自真歷史的名為「萊特的威爾伯」的自行車車燈店老闆，事實上他是獨生子，而沒有兄弟。
不會製造自行車，也不知道飛機為何物，最討厭自行車沒有安裝車燈下就夜間騎乘，以及他有懼高症，但在惡黨所造成的混亂之後意外地喜歡上高空彈跳。
萊特的人偶
聲：平田廣明（茲夫亞基遠端操控人偶時）；（港）伍博民
威爾伯所製作如同弟弟般存在的人偶，因為街訪鄰居看到威爾伯一直讓它踩著腳踏車，因此將它與威爾伯並稱為「製造車燈的萊特（Light）兄弟」。
後被茲夫亞基在其內安裝機械，藉由遠端操控人偶來誘惑威爾伯使他像教科書所寫的歷史那樣發展，但被時夫及可憐給識破。
第3話
桃太郎
聲：熊谷健太郎
來自真歷史的「比鬼還要更像鬼」的偶像歌手。
到處以「年邁生病的婆婆需要醫藥費」的名義誘騙魅惑女性購買他的相關周邊，然後向其男友或丈夫等男性親友暴力討債，如果沒錢還債就奪走身上的衣物或是家中貴重的物品。
雉雞、猩猩、狗
聲：野上翔、佐佐健太、麥穗杏菜
桃太郎的夥伴，負責協助桃太郎誘騙那些粉絲購買高額物品及向其男性親友暴力討債。
其中雉雞和猩猩是人類（只是頭戴動物頭套），而狗是普通的狗。
赤鬼
聲：手塚弘道
遭到桃太郎以暴力討債般奪走身上的衣物的鬼。
鬼少女們
聲：續木友子、所河一美、原田彩楓、原田薫
桃太郎的粉絲，被桃太郎給誘騙購買高額的相關周邊商品。
婆婆
聲：宮澤清子
比桃太郎還要可怕的老婆婆。
最後在桃太郎的演場會中出現，並教訓到處欺騙他人的桃太郎。
第4話
噴屁龍
聲：小櫻悅子
來自真歷史的小型恐龍，樣貌相當可愛，但一旦有高興等興奮情緒的話，就會噴出極端臭的屁。
霸王龍
聲：乃村健次
恐龍村居民口中極為強大的恐龍，因失去一隻眼睛，因此被稱為「獨眼的霸王龍」。
村長
聲：佐佐健太
恐龍村的村長。
第5話
福澤先生
聲：福澤朗
來自真歷史的鳥取or島根橫斷超級猜謎競賽主持人，口頭禪為「Just Meet!」。
島根縣民、鳥取縣民
聲：堀越省之助、宮城志紀人
島根和鳥取的縣民，作為猜謎競賽的工作人員對猜錯者進行處罰。
第6話
八公
來自真歷史的黃蜂，通稱為「HACHI」，為了與母親再次見面而在涉谷車站等待了9年多。
第7話
哥倫布
聲：速水奨、續木友子（少年時代）
來自真歷史的喜愛新事物的船長。通常講話結尾為「哥倫（コロン）」。外出航海的目的並非尋找新大陸而是尋找新事物。
在時夫說出「新大陸（新大陸）」及船員「很想睡覺（眠たいぞう）」後，又加上畢瑪喬的暗示而想出新體操。
第8話
西頓
聲：大塚明夫
來自真歷史的紳士作家，因為甜甜圈的洞著迷而到各地甜甜圈店取材。陪伴著他的是名為羅波（聲：麥穗杏菜）的大型犬。
為了得到Mrs.DoNUTS取材機會，於是參加NY甜甜圈王挑戰賽。
頑固老爹
聲：山本格
是西頓目前唯一無法進入取材的甜甜圈店Mrs.DoNUTS的店主，當初是為已過世的妻子製作甜甜圈而開店的。
第9話
加加林
聲：檜山修之
來自真歷史的喜歡藍色的太空人。通常講話結尾為「林（リン）」。如果吃了藍色以外顏色的食物就會肚子疼痛。
因誤食混雜在藍莓中的草莓，導致在宇宙中肚子疼痛，並說出了「地球是臭的」的名言。
第10話
織田信長
聲：伊丸岡篤
來自真歷史的以昆蟲論階級的大名。認為一切勝負禁用刀槍，改用捕蟲決勝。
為了尋找傳說中的黃金甲蟲，到處地派部下到處捕蟲。
今川義元
聲：白鳥哲
織田信長的對手，同樣地以捕獲傳說中的黃金甲蟲為目標。
森蘭丸
聲：米內佑希
織田信長的家臣，是個美男子。
木下藤吉郎
聲：佐佐健太
織田信長的家臣之一，被後世稱為「豐臣秀吉」的戴著蟻兜的猿猴臉男子。織田信長平常稱呼他為「小猿」。
第11話
南蠻人
聲：手塚弘道
來自真歷史的漂流到日本的葡萄牙人，手持著火槍，但因殿下大人喜歡內褲而販賣給他。
殿下大人
聲：松本健太
種子島的島主，喜愛內褲甚至稱其為「種子島」。
因被惡黨奪去所買的來自國外的內褲，卻在可憐的唆使下獲得了時夫的三角內褲，甚至為了佔有收藏，打算以高價購買及派兵強取。
第12話
聖女貞德
聲：矢島晶子
來自真歷史的擁有三十分鐘偽裝成可愛少女能力的中年女性，但年紀問題而顯得疲態。變裝成魔法少女時講話結尾為「貞（ジャン）」。
因深愛男友皮耶爾，在不情願的情況下偽裝成魔法少女。
皮耶爾
聲：飛田展男
貞德的廢物男友。因喜歡童話和魔幻之下，強迫貞德成為魔法少女。
第13話
魯道夫
聲：武虎
來自真歷史的裝扮如同聖誕老人的肌肉男，能夠赤手空拳地打倒惡黨機械。喜歡小孩子，但因容易過度緊張而擺出嚴肅面貌，卻反成為畢瑪喬幼年的惡夢。
因時夫的關係而得重感冒，但還是堅持想完成送禮物的任務，之後在時夫等人的幫助下完成。
最後與聖誕老人一同來到在惡黨所在的第14倉庫課慶祝聖誕節。
聖誕老人
聲：麥穗杏菜
魯道夫的寵物馴鹿，似乎有著懼高症，但在事件後似乎克服。
第14話
服部半藏
聲：石田彰
來自真歷史的運用著"半藏之力"帶給人們歡樂的幻術師，人稱「Mr.半藏」，曾一度在惡黨識破幻術技巧下觀眾流失，導致心生辭意並打算改行當忍者，後在時夫等人鼓勵下，再次以消失的城堡挽回觀眾。
事件過後，時夫及可憐在24世紀的電視上看見他被稱「第56代Mr.半藏」子孫。
小太郎、我馬丸、紅豆
聲：續木友子、藤原夏海、木村珠莉
極為憧憬半藏並成為他的弟子的孩童忍者三人組。
第15話
畢達哥拉斯
聲：長島茂
來自真歷史的喜愛機關的機關師，為了機關的研究經費與弟子們一同開家定食館。認為機關的研究比起任何學問更讓他感到興趣。另外與喜愛機關的弟子們共組「畢達哥拉斯機關教團」。
米羅
聲：小柳良寛
畢達哥拉斯的弟子，也是以「克羅托那的米羅」聞名希臘的摔跤選手。
斯巴達教師
聲：麥穗杏菜
畢瑪喬特地從斯巴達請來的教師。起先對畢達哥拉斯進行嚴格指導，但在製造出機關令她佩服下改崇拜畢達哥拉斯。
第16話
伽利略·伽利萊
聲：森久保祥太郎
來自真歷史的講話饒舌口音的自由從業員，同時為克卜勒隊的隊長，因遭曾為同隊成員的辛普利西奧以暴力對待隊員的理由驅逐出隊伍，現於從事比薩斜塔的推塔兼職。
辛普利西奧
聲：宮下榮治
亞里斯多德隊成員，曾利用伽利略暴力對待隊員的名義將伽利略驅逐隊伍，並且搶奪他的隊長位置。
烏爾班
伽利略的成員，辛普利西奧的手下之一，後將伽利略暴力對待辛普利西奧的真相曝光。
馬麗娜
聲：山本希望
伽利略的兼職同事，辛普利西奧為了威脅伽利略而綁架她，在得知真相後反過來辯得讓辛普利西奧慚愧不已。
主任
聲：佐佐健太
比薩斜塔的主任。在眾人進行饒舌比賽時擔任競賽主持人。於騷動後給伽利略微調薪資。
第17話
三藏法師
聲：三矢雄二
來自真歷史的目標前往「天竺無限大舞台」的藝人策劃人。經常給旗下的藝人出些無理難題般的要求。
因為悟空等人無法接受要求下，把他們解雇，恰巧剛好看見惡黨，於是轉而雇用惡黨為藝人。
後因太過黑心而被惡黨綁架走，但被趕來的悟空給拯救。
在騷動後得知，其實是因為花錢如流水般的浪費而到處欠債，即使還債了也不夠生活費，所以才會肖想賺大錢。
孫悟空、沙悟淨、豬八戒
聲：阪口大助、手塚弘道、佐佐健太
三藏旗下的搞笑藝人，因為三藏的無理解雇下，導致沙悟淨、豬八戒非常恨他，但孫悟空仍不忘三藏曾經的救命恩情。
因悟空拯救三藏的關係，在騷動後三藏取消對三人的解雇。
第18話
納斯卡
聲：保志總一朗
來自真歷史的在地上繪圖的謎之青年，為了讓已回家的宇宙人好友能夠看到訊息而到處繪圖。
因為看到茲夫亞基的畫功而打算拜師，卻意外地促成真歷史的發掘。
宇宙人
納斯卡共同學習的好友，彼此間約定追逐著繪畫的夢想，後卻突然返回故鄉。
第19話
烏兜之君、紫芋之君、紫陽花之君、木通之君、巨峰之君
聲：M・A・O、八百屋杏、石上静香、矢作紗友里、渡邊明乃
來自真歷史的『紫式』部成員的公主們。
因為看到畢瑪喬全身穿著及髮型皆為高貴的紫色，而推舉她為紫式部的部長。
藤原道長
聲：島崎信長
紫式部成員口中的帥哥，也是蹴鞠部的王牌球員。
受紫式部的邀請成為戀愛小說評審，而最後他選擇可憐所寫的小說。
第20話
近藤勇、土方歲三、沖田總司
聲：千葉進歩、竹內良太、柿原徹也
來自真歷史的新撰組的成員們，雖然都為帥哥但極怕生。
原本與其他成員皆為普通農民，但在家人投信下加入新撰組，但怕生的性格使他們無法保衛京都。
後在騷動結束時，所有成員戴起頭罩蒙面，卻因此成為面具摔角手的創造者。
松平容保
聲：小野坂昌也
新撰組成員的上司，秉持著「帥哥團體就應該與鎮上百姓居民多多接觸」信念的會津藩主。常以Johnny喜多川的口調講話。
第21話
瑪麗·安東妮
聲：能登麻美子
來自真歷史的「時尚中心凡爾賽宮」的店長。常以辣妹語的口調講話。
後在騷動結束時，說出「如果沒洋裝穿那就改穿T恤」的名言。
瑪麗亞·特蕾莎
聲：桃井晴子
瑪麗·安東妮的母親，對於女兒跑來凡爾賽這種鄉下地方宣傳T恤的好處相當地不認同。
第22話
吉布列克
聲：樫井笙人
來自真歷史的SF動畫導演。
因為當初時夫等人在加加林事件（第9話）時駕駛機械甲蟲與惡黨戰鬥，造成所謂的「宇宙昆蟲」出沒事件，因此導致無太空人願意登入月球，而被總統下令捏造美國登陸月球的畫面。
尼克森
聲：松本保典
現任總統，說話帶有關西腔口音，因為他的任性無理要求導致吉布列克們與惡黨等人極為頭疼。
阿姆斯壯
聲：矢部雅史
代替太空人演出的演員，遭到惡黨綁架並且脅迫拍攝登陸月球的畫面。
倫斯斐
聲：坂東尚樹
總統幕僚長，代總統下令要吉布列克捏造美國登陸月球的畫面。
甘迺迪
聲：杉崎亮
訂定阿波羅計畫的總統。
第23話
佛蘿倫絲·南丁格爾
聲：三石琴乃
來自真歷史的女貴族，極具人氣而且追求者眾多，但因為其眼高於頂的目光，使她看不上圍繞在身邊的任何男性。
因為在成年禮時選擇到戰爭前線探望，而穿起白色的修女裝，但因為鼻子過於長的關係，反而不像「白衣天使」，甚至被畢瑪喬譏諷為「白衣天狗」。
最後在過世前，身邊還是有男性願意陪伴著，但因其高傲的眼光，仍看不上眼。
南丁格爾的雙親
聲：佐佐健太、槙原千夏
南丁格爾的雙親，一次在佛羅倫斯出遊中產下佛蘿倫絲·南丁格爾，並以她出身地佛羅倫斯作為其姓名。
第24話
李奧納多·達文西
聲：飯塚昭三、上田燿司、佐佐健太
來自真歷史的24位名為達文西的發明家團體組合，根據他們所描述本該為48人但如今只剩24人。
後因時夫及可憐的關係來到24世紀，並將基地的24台時驅機械進行改造，最後在駕駛合體機械擊退惡黨並留下新的機械設計圖後，回到自己的時空中。

#### 第2期
第1話
愛迪生
聲：澤木郁也

第2話
貝比・魯斯
聲：石原凡、淺河志磨（少年時代）

第3話
坂本龍馬
聲：小野大輔

阿龍
聲：坂井恭子

小西紗代
聲：宮川美保

第4話
柯南・道爾
聲：牛山茂

富豪男
聲：佐佐健太

第5話
夏目漱石
聲：金尾哲夫

第6話
安徒生
聲：青山穣

漁夫
聲：佐佐健太、菅原慎介

第7話
德川家康
聲：鹽屋浩三

徳川秀忠
聲：堀裕人

第8話
楊貴妃
聲：友永朱音

玄宗
聲：町田政則

壽王
聲：工藤雅久

第9話
水戶黃門
聲：西村知道

佐佐介三郎
聲：佐佐健太

安積覺
聲：杉崎亮

飯田將太
聲：菅原慎介

水卜麻美
聲：水卜麻美

第10話
空海
聲：鳥海浩輔

皇帝
聲：杉崎亮

第11話
拿破崙
聲：三上哲

第13話
葛飾北齋
聲：系博

與八
聲：佐佐健太

第14話
平賀源內
聲：二又一成

鰻魚屋
聲：野中秀哲

第15話
菅原道真
聲：樫井笙人

刺客
聲：佐佐健太

第16話
貝多芬
聲：檜山修之

第17話
西鄉隆盛
聲：石井康嗣

西鄉系子
聲：松久保維穗

霍夫曼
聲：上田燿司

寸
聲：麥穗杏菜

第18話
春日局
聲：折笠富美子

德川家光
聲：菅原慎介

竹千代
聲：楠木友利

小安
聲：早水理沙

稻葉正成
聲：佐佐健太

阿江與之方
聲：矢作紗友里

稻葉正次
聲：愛美

稻葉正勝
聲：赤尾光

第19話
井本絢子
聲：井本絢子

第20話
格拉漢姆・貝爾
聲：島田敏

華生
聲：佐佐健太

海倫・凱勒
聲：吉田麻實

第21話
松尾芭蕉
聲：岩崎博
河合曾良
聲：佐佐健太
第22話
阿倫・韋斯特
聲：祐仙勇

法蘭克・莫利斯
聲：武內駿輔

約翰・安格林
聲：阿座上洋平

克拉倫斯・安格林
聲：赤羽根健治

第23話
源義經
聲：小林大紀

源瀨朝
聲：田中秀幸

武藏坊弁慶
聲：武虎

第24話
聖德太子
聲：神谷明

## 登場機械

### 時空管理局（JKK）
時驅鑰匙 / 時驅手環
聲：愛河里花子
啟動時驅機械必要的道具。
時驅眼罩
聲：愛河里花子
時夫與可憐所佩戴的眼罩型探測道具。

#### 時驅機組
B01 機械甲蟲（Mechabuton）
聲：上田燿司
時驅機組1號，可承載兩人進行時空跳躍的甲蟲型大型機械，但跟甲蟲一樣喜好樹液。可在緊急時變形為人型機器人模式。
機械甲蟲 機器人模式
機械甲蟲所變形的機器人型態。因為操縱桿過多而不能由一個人駕駛。
B02 鍬形鋼坦（Kuwagattan）
聲：櫻井孝宏
時驅機組2號，可承載兩人進行時空跳躍的鍬形蟲型大型機械，比機械甲蟲更加強勁。可在緊急時變形為人型機器人模式。
鍬形鋼坦 機器人模式
鍬形鋼坦所變形的機器人型態。
B03 豪鎧甲蟲（Gochabuton）
聲：小市真琴
時驅機組3號，可承載兩人進行時空跳躍的甲蟲型大型機械，與機械甲蟲造型極為相似（但外觀相當華麗，並有著三隻角）。可在緊急時變形為人型機器人模式（但不同於其他兩架機組只能單一變形，此機組共有三種變形模式）。
豪鎧甲蟲 強力模式
豪鎧甲蟲所變形的機器人型態之一。
豪鎧甲蟲 火焰模式
豪鎧甲蟲所變形的機器人型態之一。
豪鎧甲蟲 流水模式
豪鎧甲蟲所變形的機器人型態之一。
B24 踢靸蚱蜢（Dotabattan）
聲：岩崎征實
時驅機組24號

#### 結合機械
B16 蜘蛛馬達（Kumomoter）
聲：上田燿司
蜘蛛型時驅機組。編號16。武器為從尾端噴出蛛絲的「蛛絲噴濺（クモスプラッシュ）」。
B04 切斷蜻蛉（Cattonbow）
聲：櫻井孝宏
蜻蛉型時驅機組。編號04。
B05 黃蜂破擊（Hachibloon）
聲：岩崎征實
黃蜂型時驅機組。編號05。
B12 鈴蟲尖波（Suzumupeaker）
聲：上田燿司
鈴蟲型時驅機組。編號12。
B13 螞蟻爆彈（Aribomber）
聲：岩崎征實
螞蟻型時驅機組。編號13。
B06 螳螂剪刃（Kamakiripper）
聲：上田燿司
螳螂型時驅機組。編號06。
B17 蠍子速移（Sasomobile）
聲：櫻井孝宏
蠍子型時驅機組。編號17。
B07 知了振波（Semitobun）
聲：岩崎征實
知了型時驅機組。編號07。
B09 螢蟲旋翼（Hotarugyro）
聲：上田燿司
螢蟲型時驅機組。編號09。
B18 螻蛄鑽機（Okedriller）
聲：岩崎征實
螻蛄型時驅機組。編號18。
B22 芋蟲坦克（Imomushiitank）
聲：岩崎征實
芋蟲型時驅機組。編號22。
B21 鼠婦滾輪（Dangoron）
聲：櫻井孝宏
鼠婦型時驅機組。編號21。

#### 超級結合
時驅拳擊
時驅主機組與蜘蛛馬達超級結合後的拳擊型態，必殺技為「時驅拳擊（ボカンパンチ）」。
時驅猛瑪
時驅主機組與蠍子速移超級結合後的猛瑪型態。
時驅飛龍
聲：上田燿司
機械甲蟲與鍬形鋼坦超級結合後的龍型時驅機械。必殺技為「時驅烈焰（ボカンファイヤー）」。
時驅鑽頭
時驅主機組與螻蛄鑽機超級結合後的鑽頭型態。
時驅賽車
時驅主機組與芋蟲坦克超級結合後的賽車型態。

#### COSPLAY結合
野球王
時驅主機組 機器人模式與切斷蜻蛉COSPLAY合體的強化型態。外觀為棒球選手。
海賊王
時驅主機組 機器人模式與黃蜂破擊COSPLAY合體的強化型態。外觀為海盜。
主婦王
時驅主機組 機器人模式與鈴蟲尖波COSPLAY合體的強化型態。外觀為家庭主婦。
小孩機械
合體成主婦王之後共同出現的揹負著小學生書包的小學男童造型機械。
職員王
時驅主機組 機器人模式與螞蟻爆彈COSPLAY合體的強化型態。外觀為上班族。
武者王
時驅主機組 機器人模式與螳螂剪刃COSPLAY合體的強化型態。外觀為武者。
雷王
時驅主機組 機器人模式與知了振波COSPLAY合體的強化型態。外觀為日本神話的雷神。
警察王
時驅主機組 機器人模式與螢蟲旋翼COSPLAY合體的強化型態。外觀為警察。

#### 24機合體
時驅機械24（全部注入）
第1期最終話登場，由達文西們將宇宙倉庫24內的24台時驅機械追加新機能後所合體成的超巨大黃金機器人。必殺技為額頭所釋放的光線及「李奧納多拳擊」（レオナルド・ダ・パンチ）。

### 惡黨
掃描銃（スキャン銃）
第1期時茲夫亞基用來掃描數據製造機械的特殊裝置。然後將數據及自動車融合就會出現巨大機械。
髑髏自動車（ドクロクラフター）
惡黨移動用的交通工具。
第1期時可透過茲夫亞基的掃描銃與數據進行融合成為惡黨機械。
第2期則是與茲夫亞基所製作的惡黨機械進行合體。
惡黨機械（アクダーマメカ）
惡黨們專用的戰鬥機械，透過茲夫亞基的掃描銃將掃描的數據與髑髏自動車結合後誕生。
第2期改由茲夫亞基在惡黨基地中製作相關機械，並透過傳送裝置送至現場後與髑髏自動車作合體。
| 第1期  | 第1期                                       | 第1期                  | 第2期 | 第2期        |
| 集數   | 機械名稱                                    | 掃描數據對象           | 集數  | 機械名稱     |
| ------ | ------------------------------------------- | ---------------------- | ----- | ------------ |
| 第1話  | 捕蟲網機械 → 捕蟲小鬼機械巨大埃及全輸入機械 | 不明金字塔和獅身人面像 | 第1話 | 愛迪生機械   |
| 第2話  | 無人飛行機械                                | 飛行機                 | 第2話 | 聯盟選手機械 |
| 第3話  | 桃太郎機械                                  | 桃太郎的水墨畫         | 第3話 | 土佐鬪犬機械 |
| 第4話  | 霸王龍機械                                  | 霸王龍                 | 第4話 | 福爾摩斯機械 |
| 第5話  | 松葉蟹機械                                  | 松葉蟹                 | 第5話 | 千元大鈔機械 |
| 第6話  | 香水機械                                    | 香水                   |       |              |
| 第7話  | 海賊機械                                    | 海賊船長及手下         |       |              |
| 第8話  | 甜甜圈機械                                  | 自由女神像上的甜甜圈   |       |              |
| 第9話  | 火箭機械                                    | 東方一號               |       |              |
| 第10話 | 戰國武將機械                                | 今川義元               |       |              |
| 第11話 | 種子島機械                                  | 火繩銃                 |       |              |
| 第12話 | 天使機械                                    | 變裝成天使的畢瑪喬     |       |              |
| 第13話 | 馴鹿機械                                    | 馴鹿                   |       |              |
| 第14話 | 忍者機械                                    | 小太郎、我馬丸、紅豆   |       |              |
| 第15話 | 蒲燒鰻魚機械                                | 蒲燒鰻魚               |       |              |
| 第16話 | 地球機械                                    | 地球                   |       |              |
| 第17話 | 牛魔王機械                                  | 牛                     |       |              |
| 第18話 | 畫伯機械                                    | 茲夫亞基               |       |              |
| 第19話 | 木魚機械                                    | 木魚                   |       |              |
| 第20話 | 偶像粉機械                                  | 新撰組粉絲的小鎮少女   |       |              |
| 第21話 | 噴泉機械                                    | 噴泉                   |       |              |
| 第22話 | 自由女神機械                                | 自由女神像模型         |       |              |
| 第23話 | 繃帶支撐架機械                              | 鈴木所持有的支撐架     |       |              |
| 第24話 | 達文西機械                                  | 達文西24中的一人       |       |              |

作弊眼鏡（カンニングメガネ）
茲夫亞基所開發的特殊眼鏡，可透過此眼鏡得到想要的答案。
第1期第5話惡黨用在猜謎競賽的作弊上，第14話惡黨用來拆穿服部半藏的戲法。

### 駕駛艙機械
煽動豬（おだてブタ）
聲：愛河里花子 → 上田燿司
『小雙俠』之後系列出場的機械。只有在茲夫亞基或鈴木被畢瑪喬誇獎時出現。
另外不同於以往系列，本作的煽動豬是一開始就以爬上棕櫚樹的狀態出現，甚至陸續出現爬上各種物體的版本。
下週末機械（また来週メカ）、再見機械（さよならメカ）
本作原創的駕駛艙機械。只有在惡黨被打敗時才出現，並對惡黨說出『下週末再見！』及安慰話語，甚至也會對他們吐槽。
| 造型                                          | 集數     |
| --------------------------------------------- | -------- |
| 燒賣（聲：喜多村英梨）                        | 第1、8話 |
| 火車（聲：上田燿司）                          | 第2話    |
| 泡芙（聲：愛河里花子）                        | 第3、7話 |
| 駱駝（聲：佐佐健太）                          | 第4話    |
| 婆婆（聲：愛河里花子） 媳婦（聲：喜多村英梨） | 第7話    |
| 河馬（聲：杉崎亮）                            | 第10話   |
| 老奶奶（聲：愛河里花子）                      | 第11話   |
| 鰻魚（聲：櫻井孝宏）                          | 第15話   |
| 烏龜（聲：愛河里花子）                        | 第16話   |
| 麻糬（聲：愛河里花子）                        | 第18話   |
| 足球選手（聲：櫻井孝宏）                      | 第20話   |

聖誕節機械（クリスマスメカ）
聲：栗子（聲：麥穗杏菜）、醋（聲：櫻井孝宏）、鱒魚（聲：愛河里花子）
第13話登場，慶祝聖誕節的機械。
PS.『栗子+醋+鱒魚（KuriSuMasu）』的發音近似『聖誕節（Christmas）』

## 相關用語
真歷史（しんれきし）
為時空管理局（JKK）所想取回的真正歷史。與教科書上所書寫的歷史相比，不僅異想天開也相對地較為「有趣」。同時也是本作的每話標題。
另外每發掘出一個真歷史，就會得到代表真歷史的水藍色謎之寶石「帝納鑽石」。
第2期不再發掘真歷史了，而單純地變成「帝納鑽石」爭奪戰，並且得知關於偉人的相關小知識。
時空跳躍（タイムボカン）
超越時空旅行及時空滑行的特殊現象，一般來說未穿著時驅裝者可能會在跳躍的過程中死亡。惡黨方面則稱「髑髏跳躍（ドクロボカン）」（但在第2期改稱時空跳躍）。
帝納鑽石（ダイナモンド）
外觀如水滴般的水藍色謎之寶石
時空管理局
簡稱為「JKK」（JIKUU KANRI KYOKU）。任務為發掘被歷史掩埋的真歷史。
宇宙倉庫24（コスモガレージ24（トゥエンティーフォー））
位於24世紀的時空管理局基地，因為放置了24台時驅機械才因此命名為「宇宙倉庫24」。
歴史大全
歷史天國社所發行的24世紀的歷史書籍，打開書籍可顯示相關全息影像。每回片尾曲畫面中都會被已發掘出的真歷史取代掉上面所書寫的歷史。另外，被現代認為虛構人物的聖誕老人，其相關歷史也編寫在內。
另外第13話因惡黨成功地阻止（?）下，該話片尾以教科書的歷史顯示。
| 集數   | 調查對象                         | 教科書的歷史                   | 真歷史                               |
| ------ | -------------------------------- | ------------------------------ | ------------------------------------ |
| 第1話  | 克麗奧佩脫拉七世（又名埃及豔后） | 被稱為絕世美女的古埃及女法老   | 名為「克里夫」及「佩托拉」的相聲組合 |
| 第2話  | 萊特兄弟                         | 一對名為奧維爾和威爾伯的兄弟   | 一位名為威爾伯的老人及他的人偶       |
| 第3話  | 桃太郎                           | 打倒惡鬼的英雄                 | 比鬼還要更可怕的人                   |
| 第4話  | 恐龍                             | 曾稱霸地球的強大生物           | 人類所飼養的寵物                     |
| 第5話  | 萬聖夜                           | 裝扮成鬼怪慶祝的節日           | 普及鳥取跟島根關係的猜謎競賽         |
| 第6話  | 八公                             | 等待主人的忠犬                 | 等待母親的黃蜂                       |
| 第7話  | 克里斯多福·哥倫布                | 發現新大陸的航海家             | 發現新體操的船長                     |
| 第8話  | 歐尼斯特·湯普森·西頓             | 寫出動物記的知名作家           | 寫出甜甜圈記的知名作家               |
| 第9話  | 尤里·加加林                      | 說出「地球是藍的」名言的太空人 | 說出「地球是臭的」名言的太空人       |
| 第10話 | 織田信長                         | 發動竊國合戰的大名             | 發動捕蟲合戰的大名                   |
| 第11話 | 鐵炮傳來                         | 將火繩槍傳入日本的事件         | 將內褲傳入日本的事件                 |
| 第12話 | 聖女貞德                         | 拯救苦難人民的女英雄           | 拯救苦難人民的魔法少女               |
| 第13話 | 聖誕老人                         | 聖誕時的偉人                   | 名為「聖誕老人」的馴鹿               |
| 第14話 | 服部半藏                         | 忍者                           | 幻術師                               |
| 第15話 | 畢達哥拉斯                       | 數學家                         | 機關師                               |
| 第16話 | 伽利略·伽利萊                    | 天文學家                       | 饒舌歌手                             |
| 第17話 | 三藏法師                         | 佛教譯經師                     | 藝人策劃人                           |
| 第18話 | 納斯卡線                         | 巨大地面圖形                   | 巨大月面圖形                         |
| 第19話 | 紫式部                           | 女性文學家                     | 戀愛小說社團                         |
| 第20話 | 新撰組                           | 幕末武士集團                   | 極為怕生的人氣偶像團體               |
| 第21話 | 瑪麗·安東妮                      | 奢侈浪費的法國王后             | 時尚中心的店員                       |
| 第22話 | 登陸月球                         | 人類首次登陸月球事件           | 捏造的                               |
| 第23話 | 佛蘿倫絲·南丁格爾                | 被稱為白衣天使的偉人           | 被稱為白衣天狗的貴族                 |
| 第24話 | 李奧納多·達文西                  | 有著文藝復興三傑之稱的天才     | 名為「達文西24」的發明家組合         |

歷史天國社（ヒストリーパラダイス社）
惡黨等人所勤務的教科書出版社。每當真歷史被發掘出來後，就必須親手一頁一頁將教科書內的歷史給更改過來。但因給予的時薪非常低，經常被惡黨訴苦為黑心企業。

## 電視動畫

### 製作人員
- 原作、動畫製作：龍之子製作公司
- 企劃、製作人：永井幸治（讀賣電視台）、渡邊季之（龍之子製作公司）
- 主要製作人：菊川雄士（讀賣電視台）、桑原勇蔵（龍之子製作公司）
- 創作、製作人：日野晃博
- 企劃協力 / 人物&機械原案：Level-5
- 系列構成：加藤陽一
- 人物設定：吉松孝博
- 機械設定：川原智弘（時驅機械）、大河原邦男（惡黨機械）
- 總作畫監督：吉田隆彦、加加美高浩、小美野雅彦 → 吉田功介
- 效果作畫監督：橋本敬史
- 美術設定：比留間崇 → 大平司
- 道具設定：松山正彦
- 美術監督：吉田美千子
- 色彩設計：永井留美子 → 內林裕美
- 攝影監督：神木正士
- 編集：松原千恵
- 音響監督：岩浪美和
- 音樂：蓑輪単志
- 動畫製作人：柳橋基治
- 導演：稲垣隆行
- 製作：讀賣電視台、龍之子製作公司

### 主題曲

#### 第1期
片頭曲
「Fantastic Time」（第1－13話）
作詞：KOUDAI IWATSUBO
作曲：Albi Albertsson、KOUDAI IWATSUBO
編曲：石塚知生
主唱：Hey! Say! JUMP
「OVER THE TOP」（第14－24話）
作詞：twelvelayers
作曲：twelvelayers
編曲：SSKHz
主唱：Hey! Say! JUMP
片尾曲
「TRUE LOVE」（第1－13話）
作詞：leonn
作曲：日比野裕史
編曲：baker
主唱：篠崎愛
「激ヤバ∞ボッカーン!!」（第14－24話）
作詞：妄想キャリブレーション、加藤哉子、ヒゲドライバー
作曲：ヒゲドライバー、DJ'TEKINA//SOMETHING
編曲：DJ'TEKINA//SOMETHING
主唱：妄想校正

#### 第2期
片頭曲
「DESTINY」
填詞：Satomi
作曲：井上日德
編曲：井上日德、堂島孝平
主唱：近畿小子（1 - 4（堂本光一）、5 - 8（堂本剛）、9 - 12（近畿小子））
「WANTED GIRL」
填詞：ハヤシケイ
作曲：ハヤシケイ
編曲：毛蟹
主唱：TrySail
片尾曲
「20xx」
填詞：中村彼方
作曲：佐佐木裕
編曲：牛尾憲輔
主唱：夢想青春期
「Topaz Love」
填詞：堂本剛
作曲：堂本光一
編曲：堂島孝平
弦樂編曲：堂島孝平、sugarbeans
主唱：近畿小子

### 各話列表
| 話數   | 日文標題 | 中文標題                                                                | 劇本                | 分鏡     | 演出                | 作畫監督                                                                | 作畫監督                                                     |
| 話數   | 日文標題 | 中文標題                                                                | 劇本                | 分鏡     | 演出                | 角色                                                                    | 機械                                                         |
| 第1期  | 第1期    | 第1期                                                                   | 第1期               | 第1期    | 第1期               | 第1期                                                                   | 第1期                                                        |
| ------ | -------- | ----------------------------------------------------------------------- | ------------------- | -------- | ------------------- | ----------------------------------------------------------------------- | ------------------------------------------------------------ |
| 第1話  |          | 埃及艷后其實是叫做 克里夫和佩托拉的相聲組合！                           | 加藤陽一            | 稻垣隆行 | 重原克也            | 阿部達也 鯉川慎平 中村真吾                                              | 川原智弘 小澤和則                                            |
| 第2話  |          | 萊特兄弟其實是獨生子！                                                  | 加藤陽一            | 渡邊慎一 | 飯村正之            | 吉田巧介 大木比呂                                                       | 川原智弘 小澤和則                                            |
| 第3話  |          | 桃太郎其實是比鬼還要更像鬼！                                            | 加藤陽一 永野貴裕   | 小寺勝之 | 今中菜菜            | 清水勇司 竹森由加                                                       | 川原智弘                                                     |
| 第4話  |          | 恐龍其實是人類的寵物！                                                  | 永野貴裕            | 渡邊慎一 | 野木森達哉          | 鈴木信一 諸貫哲朗 門智昭                                                | 諸貫哲朗                                                     |
| 第5話  |          | 萬聖夜的Trick or Treat其實是鳥取or島根！                                | 鴻野貴光            | 吉川浩司 | 種村綾隆            | 柴田志朗                                                                | 川原智弘                                                     |
| 第6話  |          | 涉谷的八公其實是黃蜂！                                                  | 金杉弘子            | 坂田純一 | 秦義人              | 山崎敦子                                                                | 小澤和則                                                     |
| 第7話  |          | 哥倫布發現的其實不是新大陸而是新體操！                                  | 加藤陽一            | 小寺勝之 | 高林久彌            | 瀬尾康博 内原茂 前田亞紀 門智昭                                         | 川原智弘                                                     |
| 第8話  |          | 西頓的動物記其實是甜甜圈記！                                            | 金杉弘子            | 大和直道 | 木宮茂              | 高橋和徳                                                                | 小澤和則                                                     |
| 第9話  |          | 加加林的名言「其實地球是○○的！」                                        | 鴻野貴光            | 渡邊慎一 | 高田雅博            | 岡昭彦 福田紀之                                                         | 川原智弘 岡戶智凱                                            |
| 第10話 |          | 戰國時代的竊國合戰其實是○○合戰！                                        | 金杉弘子            | 小寺勝之 | 重原克也            | 高井里沙 竹森由加 加野晃                                                | 小澤和則                                                     |
| 第11話 |          | 鐵炮傳來其實是○○傳來！                                                  | 永野貴裕            | 齊藤哲人 | 小野田雄亮 栗井重紀 | 柴田志朗 徳倉榮一 小野寺博文 高橋恒星 平良哲郎 吉田肇 栗井重紀          | 城前龍治                                                     |
| 第12話 |          | 聖女貞德其實是初代○○！                                                  | 加藤陽一            | 小寺勝之 | 徐惠真              | 鈴木信一 門智昭 兒玉和子                                                | 城前龍治                                                     |
| 第13話 |          | 聖誕老人其實是○○！                                                      | 青島崇              | 坂田純一 | 秦義人              | 小林緣                                                                  | 小澤和則                                                     |
| 第14話 |          | 忍者 服部半藏其實是○○！                                                 | 鴻野貴光            | 吉川博明 | 高藤聰              | 高井理沙 内原茂 門智昭                                                  | 小澤和則                                                     |
| 第15話 |          | 畢達哥拉斯其實是○○的天才！                                              | 金杉弘子            |          | 前園文夫            | 飯飼一幸 福島豊明 南伸一郎 佐野陽子                                     | 小澤和則                                                     |
| 第16話 |          | 伽利略·伽利萊其實是○○！                                                 | 永野貴裕            | 小寺勝之 | 秦義人              | 竹森由加 兒玉和子                                                       | 岡戶智凱                                                     |
| 第17話 |          | 三藏法師的目標其實是世界第一的○○！                                      | 鴻野貴光            | 小寺勝之 | 福元伸一            | 和田伸一 森利夫 高橋信也                                                | 城前龍治 岡戶智凱                                            |
| 第18話 |          | 納斯卡的地上繪其實是○○！                                                | 加藤陽一            | 渡邊慎一 | 佐佐木純人          | 平良哲朗 小野寺博文 徳倉榮一 栗井重紀                                   | 小澤和則                                                     |
| 第19話 |          | 紫式部其實是○○！                                                        | 金杉弘子            | 吉川博明 | 徐惠真              | 西村彩 高井理沙 門智昭 小美野雅彦                                       | 加野晃                                                       |
| 第20話 |          | 新撰組其實是人○○集團！                                                  | 永野貴裕            | 齊藤哲人 | 高藤聰 栗井重紀     | 高井里沙 西村彩 內原茂                                                  | 城前龍治                                                     |
| 第21話 |          | 凡爾賽宮其實是○○中心！                                                  | 青島崇              | 小寺勝之 | 秦義人              | 小林緣 徳川惠梨 Shin Hyung Sik                                          | 小澤和則                                                     |
| 第22話 |          | 美國的登陸月球其實是捏造地！                                            | 永野貴裕            | 渡邊慎一 | 玉田博 栗井重紀     | 飯飼一幸 竹森由加                                                       | 岡戶智凱                                                     |
| 第23話 |          | 南丁格爾其實是白衣的○○！                                                | 金杉弘子            | 小寺勝之 | 所俊克              | 服部一郎 丹澤學 青木美穗 Han Sung hui Lee Boohee                        | 小澤和則                                                     |
| 第24話 |          | 天才達文西其實為最終回！                                                | 加藤陽一            | 齊藤哲人 | 徐惠真 秦義人       | 高井里沙 內原茂 栗井重紀 吉田隆彦 小美野雅彦                            | 城前龍治 岡戶智凱 川原智弘                                   |
| 第2期  |          |                                                                         |                     |          |                     |                                                                         |                                                              |
| 第1話  |          | 天才發明家 愛迪生與 日本的令人震驚關係為何！？                          | 加藤陽一            | 稻垣隆行 | 徐惠真              | 西村彩                                                                  | 城前龍治 川原智弘                                            |
| 第2話  |          | 棒球之神 貝比・魯斯他所從事地 令人震驚的工作為何！？                    | 金杉弘子            | 岩本保雄 | 岩本保雄            | 吉田巧介                                                                | 岡戶智凱 川原智弘                                            |
| 第3話  |          | 幕末風雲兒 坂本龍馬他首次在日本實行地 令人震驚之事為何！？              | 永野貴裕            | 秦義人   | 大西健太            | 栗井重紀                                                                | 城前龍治 川原智弘                                            |
| 第4話  |          | 誕生福爾摩斯的柯南・道爾他所熱衷地 令人震驚之事為何！？                 | 小林英造 加藤陽一   | 矢吹勉   | 白石道太            | 山田勝也 吉田巧介                                                       | 岡戶智凱 川原智弘                                            |
| 第5話  |          | 文豪 夏目漱石他所熱衷地 令人震驚的食物為何！？                          | 涼村千夏            | 小寺勝之 | 秦義人              | 竹森由加 前田亞紀 高井沙                                                | 城前龍治 川原智弘                                            |
| 第6話  |          | 世界級的女主角 人魚公主你也能勝任的 令人震驚地方法為何！？              | 青島崇              | 渡邊慎一 | 日下直義            | 佐佐木萌                                                                | 岡戶智凱 川原智弘                                            |
| 第7話  |          | 將軍喜歡儲蓄！？ 德川家康的令人震驚地節約術為何！？                     | 鴻野貴光            | 高田雅博 | 高田雅博 牧野友映   | 八角彩香 岡昭彦                                                         | 城前龍治 川原智弘 粟井重紀 森悅史 森本由布希 飯塚葉子 藤原潤 |
| 第8話  |          | 現今還能仿效！ 楊貴妃的令人震驚地美容法為何！？                         | 金杉弘子            | 小寺勝之 | 白石道太            | 河野繪美 吉田巧介                                                       | 岡戶智凱 川原智弘                                            |
| 第9話  |          | 水戶黃門與日本電視台水卜播報員的 令人震驚關係為何！？                   | 永野貴裕            | 稻垣隆行 | 徐惠真              | 西村彩 前田亞紀                                                         | 城前龍治 川原智弘                                            |
| 第10話 |          | 空海他所尋找地日本各地的 令人震驚地寶藏為何！？                         | 加藤陽一 林田祐太郎 | 岩本保雄 | 岩本保雄            | 吉田巧介 森出剛 宇都木勇                                                | 岡戶智凱 川原智弘                                            |
| 第11話 |          | 從不睡滿3小時的拿破崙那 令人震驚地安眠方法為何！？                      | 永野貴裕            | 渡邊慎一 | 大西健太            | 星野守                                                                  | 城前龍治 川原智弘                                            |
| 第12話 |          | 再次見到福澤播報員！ 自由女神超級猜謎競賽！                             | 鴻野貴光            | 矢吹勉   | 北野孝明            | 吉田巧介 河野繪美 藤田和行 森田實 飯飼一幸                              | 岡戶智凱 川原智弘                                            |
| 第13話 |          | 享譽全世界的日本浮世繪師 葛飾北齋他搬家93次令人震驚地理由為何！？       | 涼村千夏            | 秦義人   | 秦義人              | 竹森由加 高井里沙                                                       | 城前龍治 川原智弘                                            |
| 第14話 |          | 發明家 平賀源內他所構思的， 至今仍眾所皆知令人震驚地廣告標語為何！？    | 青島崇              | 土蛇我現 | 日下直義            | 佐佐木萌                                                                | 岡戶智凱 川原智弘                                            |
| 第15話 |          | 學問之神 菅原道真的 令人震驚地天才傳說為何！？                          | 鴻野貴光            | 小寺勝之 | 粟井重紀            | 粟井重紀 松本和志 佐藤元 松下純子 大河原晴男                            | 川原智弘 加野晃                                              |
| 第16話 |          | 貝多芬的肖像畫他恐怖的臉 令人震驚地理由為何！？                         | 涼村千夏            | 小寺勝之 | 白石道太            | 森田實 藤田和行 富吉幸希 吉田巧介                                       | 岡戶智凱 川原智弘                                            |
| 第17話 |          | 明治維新的中心人物 西郷隆盛他總帶著狗令人震驚地理由為何！？             | 金杉弘子            | 土蛇我現 | 日下直義            | 佐佐木萌 竹森由加                                                       | 川原智弘                                                     |
| 第18話 |          | 春日局其實是叛徒的女兒！ 登上大奧的頂點令人震驚地理由為何！？           | 金杉弘子            | 岩本保雄 | 岩本保雄            | 飯飼一幸 藤田和行                                                       | 岡戶智凱 川原智弘                                            |
| 第19話 |          | 井本是偉人？ 珍獸獵人井本絢子的令人震驚地煩惱為何！？？                 | 加藤陽一            | 渡邊慎一 | 秦義人              | 西村彩                                                                  | 城前龍治 川原智弘                                            |
| 第20話 |          | 發明電話的格拉漢姆·貝爾！ 電話誕生的令人震驚地爭端為何！？              | 金杉弘子            | 渡邊慎一 | 秦義人              | 粟井重紀 佐藤元 大河原晴男                                              | 川原智弘                                                     |
| 第21話 |          | 松尾芭蕉其實是忍者！？ 奧之細道的令人震驚地旅途的真相為何！？           | 青島崇              | 小寺勝之 | 日下直義            | 富吉幸希 飯飼一幸 藤田和行                                              | 岡戶智凱 川原智弘                                            |
| 第22話 |          | 難以逃獄的阿爾卡特拉斯監獄！？ 為了逃獄不失敗的超令人震驚地作戰為何！？ | 永野貴裕            | 吉川博明 | 清水一伸            | 森田實 森島浩一 二上由佳子 佐佐木一浩 飯飼一幸 佐野勝 吉田巧介 藤田和行 | 岡戶智凱 川原智弘                                            |
| 第23話 |          | 源平合戰中大顯身手！ 源義經戰勝弁慶令人震驚地理由為何！？               | 鴻野貴光            | 土蛇我現 | 福元伸一            | 佐佐木萌                                                                | 加野晃 川原智弘                                              |
| 第24話 |          | 那個由聖德太子所決定的評級排行榜『冠位十二階』! 然而畢瑪喬的下落呢！？  | 加藤陽一            | 稻垣隆行 | 徐惠真              | 高井里沙 前田亞紀 大前祐美子 藤田和行                                   | 城前龍治 川原智弘                                            |

### 播放電視台
| 播放地區   | 播放電視台     | 播放日期                        | 播放時間（UTC+9）   | 所屬聯播網 | 備註   |
| ---------- | -------------- | ------------------------------- | ------------------- | ---------- | ------ |
| 近畿廣域圈 | 讀賣電視台     | 2016年10月1日－ 2017年10月7日－ | 星期六 17:30- 18:00 | 日本電視網 | 製作局 |
| 日本全國   | 日本電視網28局 | 2016年10月1日－ 2017年10月7日－ | 星期六 17:30- 18:00 | 日本電視網 |        |
| 大分縣     | 大分電視台     | 2016年10月2日－ 2017年10月8日－ | 星期日 07:00-07:30  | 日本電視網 |        |
| 日本全國   | Animax         | 2017年2月27日－                 | 星期一 19:00-19:30  | 日本電視網 |        |

| 香港 ViuTV 星期六 17:00－17:30 | 香港 ViuTV 星期六 17:00－17:30                 | 香港 ViuTV 星期六 17:00－17:30 |
| ------------------------------ | ---------------------------------------------- | ------------------------------ |
|                                | 時間飛船24 （2017年3月18日－8月26日）          |                                |
| 境界之輪迴 第1、2季            | 長騎美眉                                       |                                |
| 反斗偉人劇場 第2季             | 時間飛船24–惡黨反擊 （2018年2月24日－8月11日） | 藍海少女！Advance              |

| 香港 ViuTV 星期日 10:00－10:30                                   | 香港 ViuTV 星期日 10:00－10:30                             | 香港 ViuTV 星期日 10:00－10:30 |
| ---------------------------------------------------------------- | ---------------------------------------------------------- | ------------------------------ |
|                                                                  | 時間飛船24 重播 （2019年3月－10月6日）                     |                                |
| —                                                                | 反斗偉人劇場 第2季                                         |                                |
| 星期六 09:00－09:30 2020年1月11日、25日、2月8日、4月11日暫停播映 |                                                            |                                |
| 變形金剛: 領袖之路4 重播 （2019年5月4日－12月14日）              | 時間飛船 – 惡黨反擊 重播 （2019年12月21日－2020年6月27日） | 精靈戰車 重播                  |

注：ViuTV播出的版本礙於分級問題被大面積修改臺詞，幾乎無法邏輯自洽。

### BD / DVD
發賣・販賣者為波麗佳音。
| 巻    | 發賣日        | 收錄話數        | 規格編號   | 規格編號   |
| 巻    | 發賣日        | 收錄話數        | BD         | DVD        |
| 第1期 | 第1期         | 第1期           | 第1期      | 第1期      |
| ----- | ------------- | --------------- | ---------- | ---------- |
| 1     | 2017年2月15日 | 第1話 - 第3話   |            | PCBP-53661 |
| 2     | 2017年3月15日 | 第4話 - 第6話   | PCBP-53662 |            |
| 3     | 2017年4月19日 | 第7話 - 第9話   | PCBP-53663 |            |
| 4     | 2017年5月17日 | 第10話 - 第12話 | PCBP-53664 |            |
| 5     | 2017年6月21日 | 第13話 - 第15話 | PCBP-53665 |            |
| 6     | 2017年7月19日 | 第16話 - 第18話 | PCBP-53666 |            |
| 7     | 2017年8月18日 | 第19話 - 第21話 | PCBP-53667 |            |
| 8     | 2017年9月20日 | 第22話 - 第24話 | PCBP-53668 |            |
| BOX1  | 2017年5月17日 | 第1話 - 第12話  | PCXP-60059 |            |
| BOX2  | 2017年9月20日 | 第13話 - 第24話 | PCXP-60060 |            |

## 外部連接
- 救難小英雄24 | 讀賣電視台  （页面存档备份，存于） - 動畫公式網站
- 救難小英雄 逆襲的三惡人 | 讀賣電視台  （页面存档备份，存于） - 動畫公式網站
- TV動畫 救難小英雄24 【公式】的X（前Twitter）（已將一切相關轉至新推特）
- TV動畫 救難小英雄 逆襲的三惡人 【公式】的X（前Twitter）
- 豆瓣电影上《救難小英雄24》的資料 （简体中文）